# Prix Jules-Lemonnier
Le prix Jules-Lemonnier est une course hippique de trot monté qui se déroule au mois de décembre sur l'hippodrome de Vincennes.
C'est une course internationale de Groupe II réservée aux chevaux de 5 à 10 ans, ayant gagné au moins 130 000 €.
Elle se court sur la distance de 2 175 mètres (grande piste) depuis 2009 (antérieurement 2 850). L'allocation s'élève à 120 000 €, dont 54 000 € pour le vainqueur.
Créée en décembre 1947, l'épreuve prend alors dans le calendrier la place du prix de Moulins qui se courait dans des conditions similaires (au trot monté, pour 4 ans), un peu moins bien doté,. Elle honore la mémoire de Jules Lemonnier, éleveur à Goustranville et commissaire adjoint de la Société du demi-sang, mort à 75 ans le 2 septembre 1917.

## Palmarès depuis 1966
| Année | Vainqueur          | Pays       | Père               | Jockey                   | Entraîneur              | Distance | Réd.km |
| ----- | ------------------ | ---------- | ------------------ | ------------------------ | ----------------------- | -------- | ------ |
| 2024  | Idéale du Chêne    | France     | Bird Parker        | Paul-Philippe Ploquin    | Julien Le Mer           | 2 175 m  | 1'11"  |
| 2023  | Homer de Fromentel | France     | Vanishing Point    | Christopher Corbineau    | Damien Lecroq           | 2 175 m  | 1'10"8 |
| 2022  | Granvillaise Bleue | France     | Jag de Bellouet    | Camille Levesque         | Pierre Levesque         | 2 175 m  | 1'09"9 |
| 2021  | Clegs des Champs   | France     | Legs du Clos       | David Thomain            | Thierry Raffegeau       | 2 175 m  | 1'10"5 |
| 2020  | Clegs des Champs   | France     | Legs du Clos       | David Thomain            | Thierry Raffegeau       | 2 175 m  | 1'10"9 |
| 2019  | Clegs des Champs   | France     | Legs du Clos       | David Thomain            | Thierry Raffegeau       | 2 175 m  | 1'11"3 |
| 2018  | Virgious du Maza   | France     | Prodigious         | Damien Bonne             | Sébastien Ernault       | 2 175 m  | 1'11"  |
| 2017  | Athéna de Vandel   | France     | Prince Gédé        | Alexandre Abrivard       | Cédric Mégissier        | 2 175 m  | 1'11"7 |
| 2016  | Bellissima France  | France     | Blue Dream         | Matthieu Abrivard        | Matthieu Abrivard       | 2 175 m  | 1'11"6 |
| 2015  | Texas de l'Iton    | France     | Cygnus d'Odyssée   | Mathieu Mottier          | Hughes Levesque         | 2 175 m  | 1'11"9 |
| 2014  | Roxane Griff       | France     | Ténor de Baune     | Éric Raffin              | Sébastien Guarato       | 2 175 m  | 1'11"8 |
| 2013  | Save The Quick     | France     | Jasmin de Flore    | Mathieu Mottier          | Franck Leblanc          | 2 175 m  | 1'11"5 |
| 2012  | Tango Quick        | France     | Hasting            | Franck Nivard            | Franck Leblanc          | 2 175 m  | 1'11"4 |
| 2011  | Roi du Lupin       | France     | Fleuron Perrine    | Anthony Barrier          | Jean-Paul Marmion       | 2 175 m  | 1'12"6 |
| 2010  | Paris Haufor       | France     | Vivier de Montfort | Damien Bonne             | Christian Bigeon        | 2 175 m  | 1'11"8 |
| 2009  | Paola de Lou       | France     | Podosis            | Nathalie Henry           | Laurent-Claude Abrivard | 2 175 m  | 1'12"2 |
| 2008  | Marathon Man       | France     | Tadzio de la Motte | Nathalie Henry           | Igor-Pierre Blanchon    | 2 850 m  | 1'12"4 |
| 2007  | Milia Pierji       | France     | Viking's Way       | Pierre-Yves Verva        | Patrice Lebouteiller    | 2 850 m  | 1'14"  |
| 2006  | Mage du Martellier | France     | Chef du Châtelet   | Louis Baudron            | Regis Perroteau         | 2 850 m  | 1'14"4 |
| 2005  | Joyau d'Amour      | France     | Viking's Way       | Éric Raffin              | Michael-Jean Ruault     | 2 875 m  | 1'14"5 |
| 2004  | Jag de Bellouet    | France     | Viking's Way       | Matthieu Abrivard        | Christophe Gallier      | 2 875 m  | 1'15"4 |
| 2003  | Jag de Bellouet    | France     | Viking's Way       | Matthieu Abrivard        | Christophe Gallier      | 2 700 m  | 1'16"  |
| 2002  | Jirella            | France     | Cèdre du Vivier    | Jean-Michel Bazire       | Jean-Michel Bazire      | 2 700 m  | 1'15"9 |
| 2001  | Hamilton d'Isques  | France     | Myoto Barbés       | Philippe Masschaele      | Luc Roelens             | 2 700 m  | 1'16"8 |
| 2000  | First de Retz      | France     | Podosis            | Jean-Loïc-Claude Dersoir | Philippe Allaire        | 2 725 m  | 1'15"  |
| 1999  | Extra de la Loge   | France     | Quidam Castelets   | Laurent-Claude Abrivard  | Laurent-Claude Abrivard | 2 700 m  | 1'16"7 |
| 1998  | Banco de Rogdan    | France     | Néric Barbés       | Jean-Philippe Mary       | Christian Bigeon        | 2 700 m  | 1'17"3 |
| 1997  | Express Road       | France     | James Pile         | Jean-Paul Piton          | Philippe Allaire        | 2 700 m  | 1'17"4 |
| 1996  | Dream With Me      | France     | Tarass Boulba      | François Roussel         | Alain Roussel           | 2 700 m  | 1'16"8 |
| 1995  | Promising Catch    | États-Unis | Supergill          | Michel Lenoir            | Jean-Pierre Dubois      | 2 700 m  | 1'19"2 |
| 1994  | Balzac             | France     | Niflosac           | Pierre Levesque          | Bertrand de Folleville  | 2 700 m  | 1'18"4 |
| 1993  | Vive Ludoise       | France     | Kronos du Vivier   | Jean-Claude Hallais      | Jean-Claude Hallais     | 2 700 m  | 1'18"3 |
| 1992  | Une Fleur          | France     | Degel              | Lionel Lequeux           | Jacques-André Fribault  | 2 650 m  | 1'19"2 |
| 1991  | Une Fleur          | France     | Degel              | Lionel Lequeux           | Jacques-André Fribault  | 2 650 m  | 1'20"5 |
| 1990  | Suva               | France     | Seddouk            | Yves Dreux               | Bernard Desmontils      | 2 650 m  | 1'21"9 |
| 1989  | Reine du Corta     | France     | Ura                | Michel Lenoir            | Michel Lenoir           | 2 675 m  | 1'19"9 |
| 1988  | Quito de la Forge  | France     | Hêtre du Cadran    | Jean-Pierre Thomain      | Andre Jeanjot           | 2 650 m  | 1'20"8 |
| 1987  | Potin d'Amour      | France     | Chambon P          | Yves Dreux               | Jan Kruithof            | 2 675 m  | 1'18"8 |
| 1986  | Mozon              | France     | Discret Amour      | Jean-Claude Hallais      | Jean-Paul Fairand       | 2 675 m  | 1'21"3 |
| 1985  | Ogino              | France     | Vasco              | Gérard Raulline          | Bernard Raulline        | 2 650 m  | 1'19"5 |
| 1984  | Mirande du Cadran  | France     | Sabi Pas           | Pierre Levesque          | Henri Levesque          | 2 650 m  | 1'20"5 |
| 1983  | Luth Barbés        | France     | Vasco              | Dominique Mottier        | Gerard Delaunai         | 2 600 m  | 1'19"9 |
| 1982  | Le Loir            | France     | Chambon P          | Alain Sionneau           | Albert Rayon            | 2 600 m  | 1'20"7 |
| 1981  | Iris de Vandel     | France     | Ura                | Philippe Gillot          | Roland Dersoir          | 2 600 m  | 1'20"8 |
| 1980  | Jeune Orange       | France     | Chambon P          | Alain Sionneau           | Gaston Peltier          | 2 625 m  | 1'19"8 |
| 1979  | Istraeki           | France     | Paléo              | Michel-Marcel Gougeon    | Roger Ledoyen           | 2 600 m  | 1'20"7 |
| 1978  | Fleury             | France     | Narioca            | Serge Farouault          | Gaston Gardaz           | 2 600 m  | 1'22"6 |
| 1977  | Guéridia           | France     | Quérido II         | Philippe Békaert         |                         | 2 600 m  | 1'20"8 |
| 1976  | Érégoya            | France     | Sabi Pas           | Alain Laurent            |                         | 2 600 m  | 1'21"7 |
| 1975  | Champenoise        | France     | Pacha Grandchamp   | Yves Dreux               |                         | 2 350 m  | 1'20"8 |
| 1974  | Corlay             | France     | Fandango           | Michel-Marcel Gougeon    |                         | 2 300 m  | 1'20"1 |
| 1973  | Aigle Noir         | France     | Mario              | Bernard Biziaux          |                         | 2 350 m  | 1'19"9 |
| 1972  | Borgia III         | France     | Niky des Étangs    | Gérard Mascle            |                         | 2 150 m  | 1'21"6 |
| 1971  | Valmont            | France     | Fandango           | Jean Mary                |                         | 2 150 m  | 1'20"9 |
| 1970  | Vigneron           | France     | Malbrough          | Pierre Giffard           |                         | 2 150 m  |        |
| 1969  | Ura                | France     | Carioca II         | Pierre Giffard           |                         | 2 150 m  | 1'21"  |
| 1968  | Tabriz             | France     | Feu Follet X       | Pierre Giffard           |                         | 2 350 m  | 1'20"4 |
| 1967  | Sole Mio B         | France     | Carioca II         | Gérard Mascle            |                         | 2 050 m  | 1'20"4 |
| 1966  | Rigel              | France     | Éboué Wilkes       | Louis Hanse              |                         | 2 350 m  | 1'20"5 |

## Sources
- Pour les conditions de course et les dernières années du palmarès : site de la SETF
- Pour les courses plus anciennes :
  - site trot.courses-france.com - Prix Jules Lemonnier (1983-2009)
  - archives des quotidiens  (Ouest-France, Sud-Ouest…)